# Arzila (Portugal)
Arzila é uma povoação portuguesa do Município de Coimbra que foi sede da extinta Freguesia de Arzila, freguesia que tinha 3,45 km² de área e 655 habitantes (2011), e, por isso, uma densidade populacional de 189,9 hab/km².
A Freguesia de Arzila foi extinta em 2013, no âmbito de uma reforma administrativa nacional, sendo o seu território integrado na então criada União das Freguesias de Taveiro, Ameal e Arzila com sede em Taveiro.
Arzila está situada num monte, a cerca de 12 km da sede do Município de Coimbra. O seu orago é a Imaculada Conceição, celebrada anualmente a 8 de Dezembro.
No território desta antiga freguesia, situa-se o Paul de Arzila, famosa reserva natural, que abriga 119 espécies de aves, 14 de mamíferos, 10 de répteis, 9 de anfíbios e 13 de peixes.

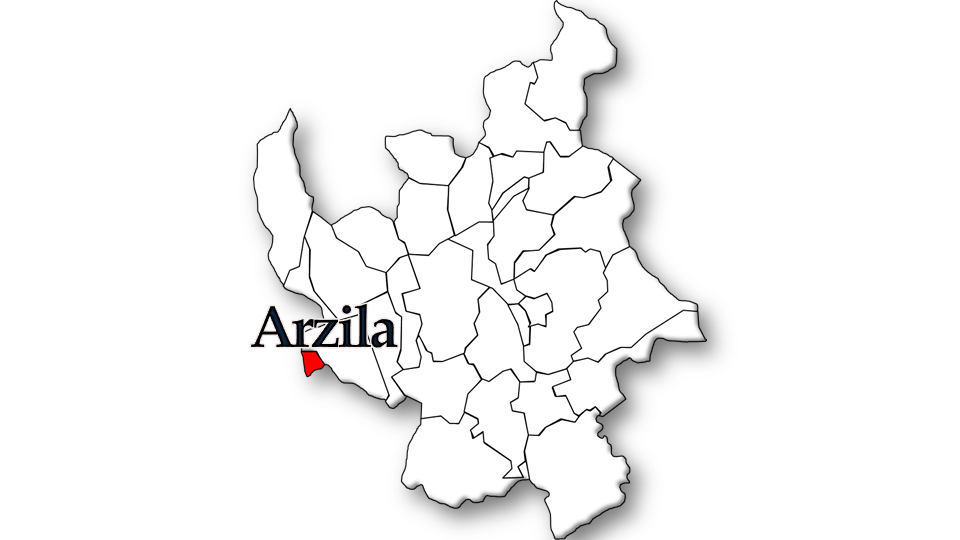
Localização no Município de Coimbra

## População

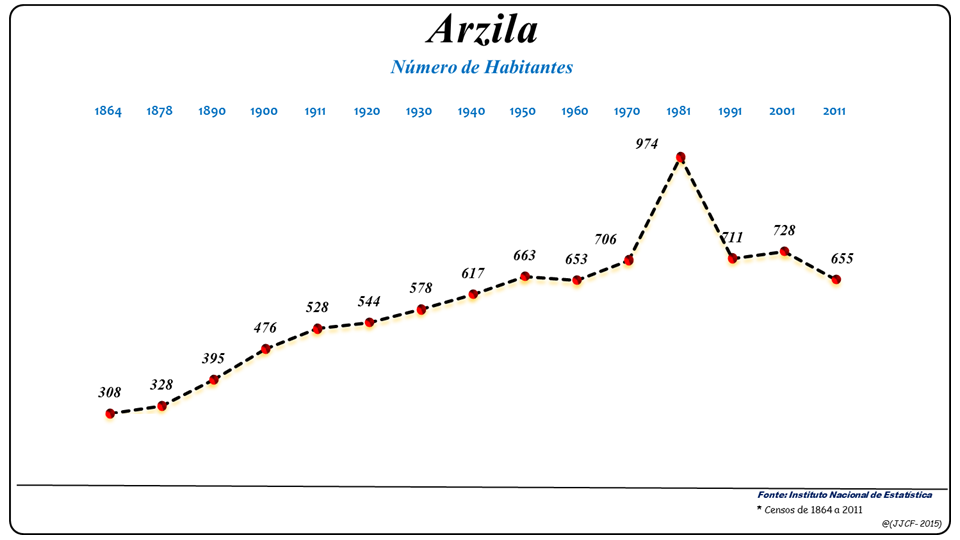
Evolução da População (1864 / 2011)

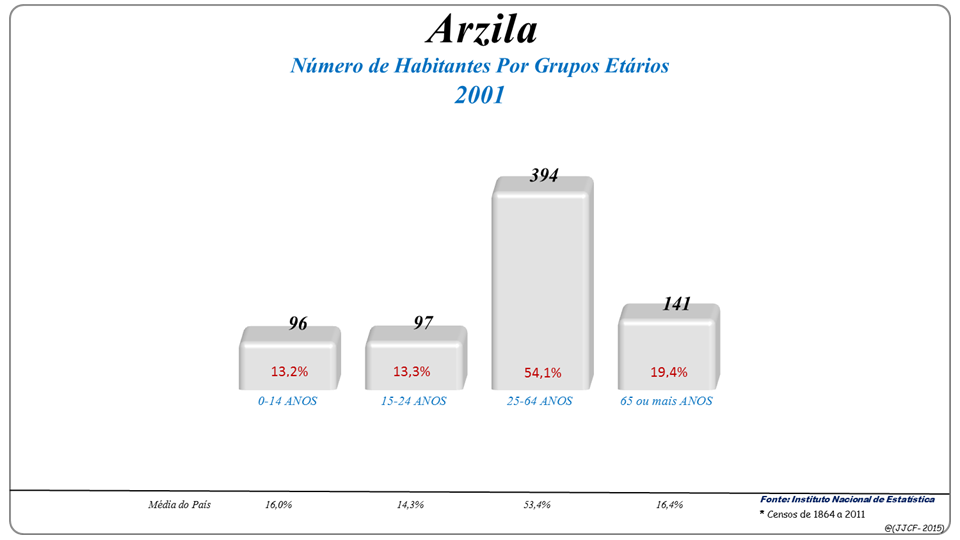
Grupos Etários (2001 e 2011)

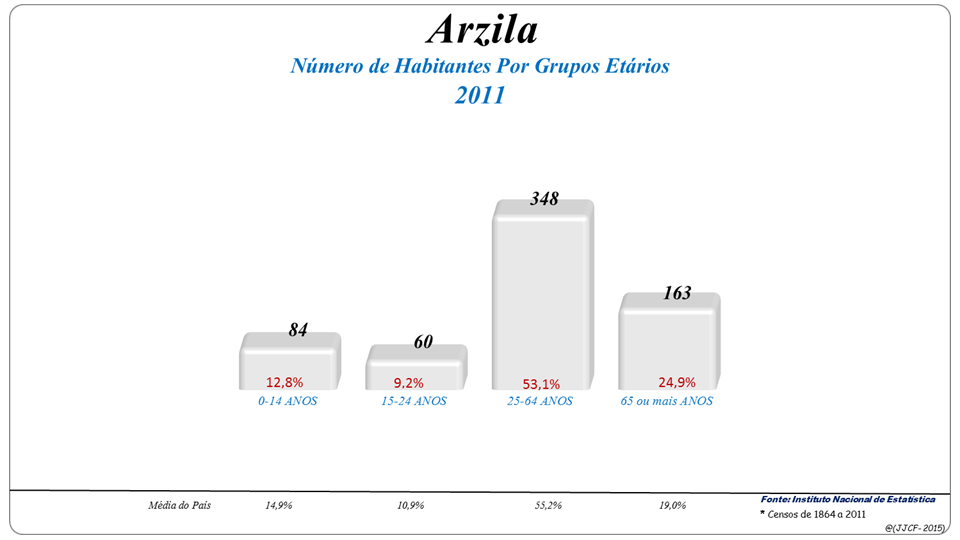
Grupos Etários (2001 e 2011)

| População da freguesia de Arzila | População da freguesia de Arzila | População da freguesia de Arzila | População da freguesia de Arzila | População da freguesia de Arzila | População da freguesia de Arzila | População da freguesia de Arzila | População da freguesia de Arzila | População da freguesia de Arzila | População da freguesia de Arzila | População da freguesia de Arzila | População da freguesia de Arzila | População da freguesia de Arzila | População da freguesia de Arzila | População da freguesia de Arzila |
| -------------------------------- | -------------------------------- | -------------------------------- | -------------------------------- | -------------------------------- | -------------------------------- | -------------------------------- | -------------------------------- | -------------------------------- | -------------------------------- | -------------------------------- | -------------------------------- | -------------------------------- | -------------------------------- | -------------------------------- |
| 1864                             | 1878                             | 1890                             | 1900                             | 1911                             | 1920                             | 1930                             | 1940                             | 1950                             | 1960                             | 1970                             | 1981                             | 1991                             | 2001                             | 2011                             |
| 308                              | 328                              | 395                              | 476                              | 528                              | 544                              | 578                              | 617                              | 663                              | 653                              | 706                              | 974                              | 711                              | 728                              | 655                              |

## História
São poucas as referências históricas a Arzila, estando, no entanto, documentado o seu povoamento a partir da segunda reconquista dos Mouros, por Fernando Magno.
Relativamente ao povoamento local antes do século XII, pouco ou nada se conhece; apenas a toponímia poderá dar alguma indicação deste facto, pois Arzila é palavra de origem arábica (há mesmo uma cidade homónima em Marrocos, que já foi uma possessão Portuguesa), o que se coaduna com o longo domínio sarraceno e o forte moçarabismo conimbricense, embora a origem do topónimo levante algumas questões pela diversidade de opiniões.
Embora haja quem afirme que Arzila pertenceu ao concelho de Penela, este facto é um pouco contraditório, dada a distância que os separa, e pela circunstância de Arzila não ser mencionada nas limitações descritas pelo foral de Penela; sendo mais provável que tivesse pertencido a Condeixa-a-Velha. Acerca do início da paróquia de Santa Maria de Arzila, na Idade Média, a informação é também limitada; o padroado não dá qualquer justificação para o facto de serem os condes de Óbidos os donatários de Arzila; o que se conhece é a condição do prior ter cerca de 120 mil réis de renda no século XVIII.
Arzila é conhecida não só a nível nacional, como o é também, a nível internacional, por incluir no seu território um importante paul, que pelas suas características e condições, recebeu o “Diploma Honorário” da Sociedade Europeia, pela protecção dos mamíferos; com efeito, esta reserva ecológica alagadiça reúne as condições de “habitat” de inúmeras espécies vegetais e animais, tendo sido classificada como reserva biogenética pelo concelho da Europa; as enguias são das espécies com maior abundância, e constituem uma importante fonte para a região.
Dos campos do paul, são retirados os caniços e bunhos com os quais os artesãos de Arzila fabricam as suas famosas esteiras, promovidas na feira anual, que se realiza no mês de Setembro.
Localidade de terrenos férteis, os seus habitantes vivem essencialmente da agricultura e da transformação de madeiras; actualmente, a serralharia civil e o pequeno comércio começa a ter maior importância na economia local; o artesanato, como foi referido anteriormente, baseia-se na cestaria e esteiras em bunho; na gastronomia, são de destacar a ruivacada frita com broa de milho, enguia frita e o arroz doce.

## A Povoação
Se existiram alguns núcleos que forma povoados a partir do Século X, caso de Arzila, remonta a um período mais tardio, Século XII. Os seus donatários terão sido os condes de Óbidos e, provavelmente, também as freiras do convento de Santa Ana de Coimbra. Arzila contribuiu, desde sempre, com os seus produtos agrícolas para o sustento da cidade de Coimbra. O nome “Arzila”, segundo A. Ferraz de Carvalho, terá derivado de “Arcela”, diminutivo de arca, (…) que podemos subentender como lugar de grandes recursos.

### Pontos de interesse
- Igreja Matriz dedicada a nossa senhora da Conceição,
- Ponte do Paço no limite do concelho de Coimbra com o de Montemor-o-velho,
- Paul de Arzila.

### Festas e Tradições
Festas da Nossa Senhora da Conceição: Segundo a lenda, o culto de Nossa Senhora terá sido introduzido em terras ibéricas pelo Apóstolo de Santiago.
Festas da Imaculada Conceição de Maria: Dogma que se relaciona com o pecado original, começou a ser celebrado no Oriente no Séc. VIII, aparecendo no Séc. seguinte nos calendários Irlandeses. No Séc. XII tinha já grandes adeptos em Inglaterra e era introduzido em França. Em Portugal, o mais antigo documento referente a este culto é uma constituição do Bispo de Coimbra, tornando-se popular no Séc XII.
Feriado Nacional e dia Santo de Guarda: 8 de Dezembro é o dia da festa Religiosa, associada noutros tempos à celebração mundial do dia da Mãe.
Festa da Esteira: é realizada todos os anos no mês de Setembro. É uma festa etnográfica apelidada de festa da esteira que é representativa da actividade artesanal característica do povoado.
Festival de Folclore: Anualmente, nos meses de Junho e Julho, realiza-se em Arzila um festival de Folclore, com reputação internacional. Para tal tem contribuído bastante as acções levadas a cabo pelo Grupo Folclórico e Etnográfico de Arzila.
Com o rio tão próximo não é difícil perceber que a pesca foi uma actividade com bastante significado económico, feita com os métodos artesanais como por exemplo a “rabuda”, a “sertela” para a enguia e a “fisga” (espécie de arpão em forma de garfo para fisgar o peixe). Nesta actividade, era ainda usada uma pequena embarcação, cujo comprimento não ultrapassava os 6 metros e a largura 1 metro. Embarcação diferente das utilizadas no Baixo Mondego, dadas as características específicas do Paul.
Para além da produção das esteiras, o bunho é ainda utilizado pelos produtores de Vila Nova de Cernache, para entrançar as cebolas em réstias. Hoje, o bunho continua a ser o de Arzila, mas são os camponeses que os vêm comprar no local, mantendo a qualidade e a tradição de entrançar as cebolas com esta espécie vegetal.
Integra ainda o artesanato da localidade a cestaria em vime, cuja finalidade é, maioritariamente, utilitária. Tempos houve em que o número de artesãos era significativo. Hoje, quase que estão extintos, dadas as variadas matérias usadas na produção dos diferentes artigos.